# Station Pier

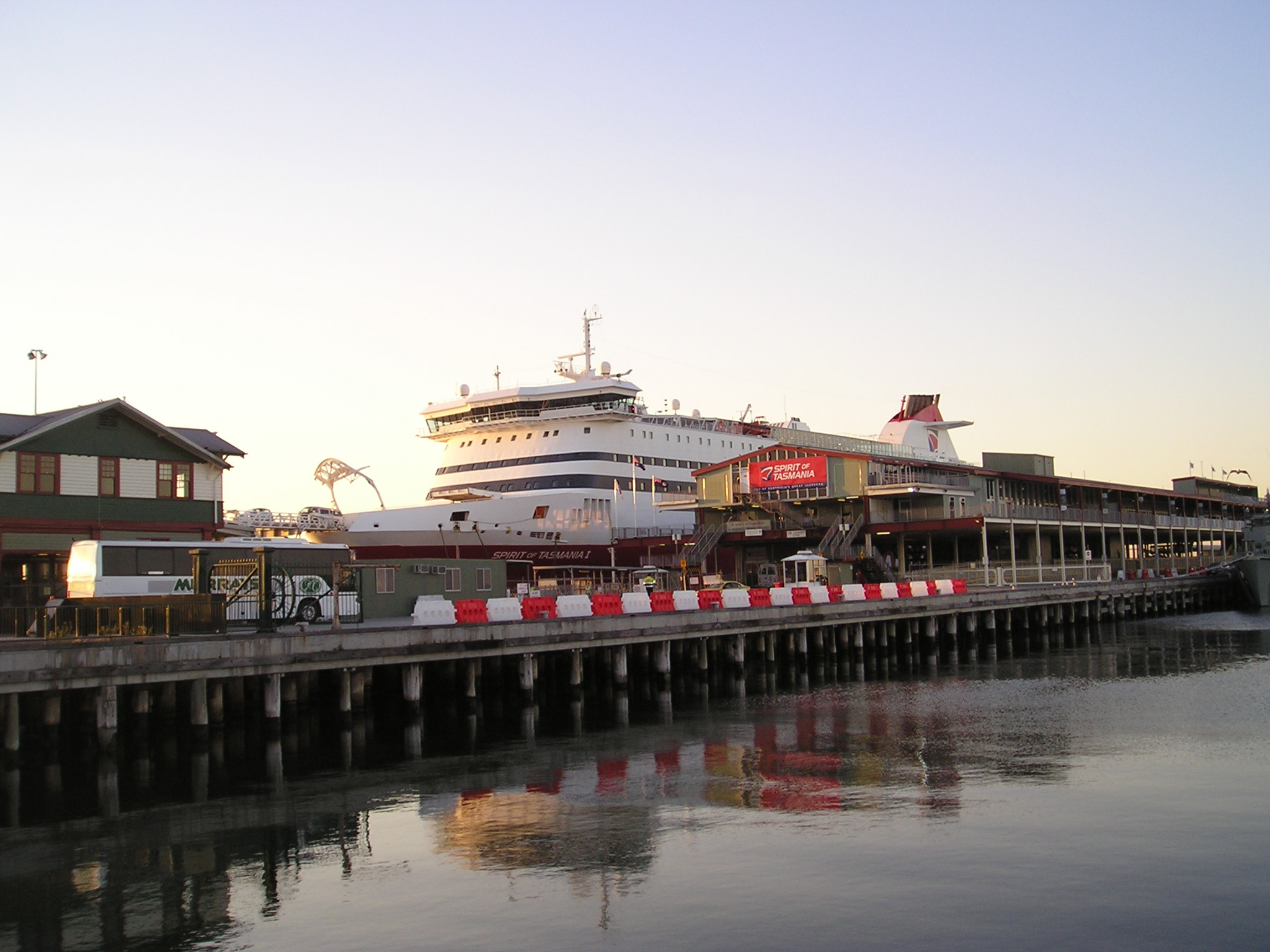
Die Fähre Spirit of Tasmania im März 2006 am Station Pier

Der Station Pier ist eine historische Seebrücke zum Port Phillip in Port Melbourne, einem Stadtteil der australischen Stadt Melbourne. Der heute unter Denkmalschutz stehende Pier wurde 1854 eröffnet und stellt heute Melbournes bedeutendsten Anleger der Personenschifffahrt für Fährschiffe und Kreuzfahrtschiffe dar.

## Geschichte
Der Station Pier, ursprünglich als Railway Pier bezeichnet, wurde am 12. September 1854 offiziell eröffnet.
Die 4,5 Kilometer lange Bahnverbindung Port Melbourne Line vom Station Pier zur Flinders Street Station über die Sandridge Bridge für Passagiere und Güter wurde gleichzeitig eröffnet. Diese stellt die erste nennenswerte Eisenbahnverbindung Australiens dar.
Während der 1850er Jahre erfuhr der Pier ein starkes Personenverkehrsaufkommen durch den Victorianischen Goldrausch. Mit dem stetig zunehmenden Strom an Einwanderern nach Victoria wurde der Pier 1861 auf eine Länge von 661 Meter erweitert, um dem stark zunehmenden Verkehr gerecht zu werden.
Im frühen 20. Jahrhundert konnte der ursprüngliche Pier den Anforderungen der neuen und größeren Dampfschiffe nicht mehr gerecht werden. In der Konsequenz wurde der heutige Pier zwischen 1922 und 1930 errichtet und ist seitdem der größte Kai auf Holzpfeilern in ganz Australien. Der neue Pier wurde so angelegt, dass ankommende Passagiere oben auf dem Anleger ankommen, während der Güterverkehr auf der darunterliegenden Ebene abgewickelt wird. Diese Konstruktion wird heute als weit vorausschauend betrachtet.
Der Pier hat eine Kailänge von 933 Metern und kann bis zu 305 Meter lange Schiffe mit einem Tiefgang von bis zu 10,3 Metern aufnehmen. Der alte Pier verfügte über fünf Gleise sowie einen Personenbahnsteig auf der Südseite als Ergänzung der Port Melbourne Station. Der Neubau nahm nun acht Gleise auf, davon vier auf jeder Seite des Kais.
Im Januar 1921 wurde das Personengleis des Piers elektrifiziert, also zwei Jahre nachdem Elektrolokomotiven in Port Melbourne Einzug erhielten. Es wurde montags bis freitags stündlich von zwei Zügen bedient, bis diese 1930 aus finanziellen Gründen eingestellt wurden.
Ab dem 22. Mai 1933 wurde der Station Pier wieder von Personenzügen angefahren, jedoch nur zur Bedienung von Überseelinien. Die Oberleitung wurde dafür über den Personenbahnsteig bis auf den eigentlichen Pier verlängert. Am 7. März 1936 wurde der Boat Train eingeführt, der aus einer Tait Train-Einheit im blauen Anstrich mit silbernem Dach bestand. Der Name war oben an jedem Triebwagen in roten Buchstaben entlang der Außenbeleuchtung angeschrieben. Diese Direktverbindung zwischen der Flinders Street Station und dem Station Pier wurde im Oktober 1939 bereits wieder eingestellt.
1934 wurde die Victorian Centenary Bridge über die Bahngleise gebaut, um den Verkehr der Beach Street darüber zu leiten, sowie Straßenzugang zum Pier zu ermöglichen. Die Hälfte der Oberleitung des Piers wurde im Oktober 1937 entfernt, vollständig dann im Januar 1950.
1987 wurde die Bahnverbindung zur Port Melbourne Station eingestellt und durch die Straßenbahnlinie 109 nach Box Hill ersetzt.
Die Centenary Bridge wurde 1991 abgerissen. Im Jahr 2001 wurde das Gelände an der Basis des Piers erneuert und ein Gehweg sowie eine Reihe neuer Restaurants und Cafés errichtet.